# فرناندو مادرايغال
فرناندو مادرايغال (بالإسبانية: Fernando Madrigal) هو لاعب كرة قدم مكسيكي في مركز الوسط، ولد في 12 نوفمبر 1991 في ليون في المكسيك. لعب مع نادي باتشوكا.

## وصلات خارجية
- فرناندو مادرايغال على موقع إي إس بي إن إف سي (الإنجليزية)
- فرناندو مادرايغال على موقع قاعدة بيانات كرة القدم.إي يو (الإنجليزية)
- فرناندو مادرايغال على موقع Soccerway.com (الإنجليزية)